# Давыдов, Лев Георгиевич
Лев Георгиевич Давыдов (1875 — не ранее 1922) — генерал-майор, начальник штаба 18-го армейского корпуса, участник Белого движения.

## Биография
Родился 3 (15) сентября 1875 года. Окончил Николаевский кадетский корпус (1895) и Константиновское артиллерийское училище (1897), откуда выпущен был подпоручиком в 37-ю артиллерийскую бригаду. Произведён в поручики 28 августа 1900 года, в штабс-капитаны — 29 августа 1904 года.
В 1906 году окончил Николаевскую академию Генерального штаба по 1-му разряду и 3 мая того же года был произведён в капитаны «за отличные успехи в науках». В 1906—1908 годах отбывал цензовое командование ротой в лейб-гвардии Московском полку. Состоял старшим адъютантом штаба 6-й кавалерийской дивизии (1908—1910) и 13-й кавалерийской дивизии (1910—1913). С 18 октября 1913 года был прикомандирован к Елисаветградскому кавалерийскому училищу для преподавания военных наук. Произведён в подполковники 6 декабря 1913 года.
С началом Первой мировой войны, 19 октября 1914 года назначен и. д. начальника отделения управления генерал-квартирмейстера штаба Главнокомандующего армиями Юго-Западного фронта. 15 июня 1915 года произведён в полковники с утверждением в занимаемой должности. 27 октября 1915 года назначен и. д. начальника штаба Заамурской конной дивизии, а 10 августа 1916 года — командиром 90-го пехотного Онежского полка. На 22 апреля 1917 года — в той же должности, на 13 июня — начальник штаба 37-й пехотной дивизии. 11 октября 1917 года назначен начальником штаба 18-го армейского корпуса. Был произведён в генерал-майоры.
В Гражданскую войну участвовал в Белом движении. В 1918 году служил в гетманской армии, был начальником штаба командующего Киевским гарнизоном. В октябре—декабре 1918 года был начальником штаба Киевской офицерской дружины генерала Кирпичёва. В 1919 году — в Русской Западной армии, состоял генералом для поручений. Умер в эмиграции после 1922 года. Был женат.

## Награды
- Орден Святого Станислава 3-й ст. (ВП 11.05.1914)
- Орден Святой Анны 3-й ст. «за отлично-усердную службу и труды, понесённые во время военных действий» (ВП 12.05.1915)
- Орден Святого Станислава 2-й ст. «за отлично-усердную службу и труды, понесённые во время военных действий» (ВП 3.03.1916)
- Орден Святой Анны 2-й ст. с мечами (ПАФ 11.04.1917)
- Орден Святого Владимира 3-й ст. с мечами (ПАФ 22.04.1917)
- Орден Святого Владимира 4-й ст. с мечами и бантом (ПАФ 13.06.1917)
- старшинство в чине полковника с 6 августа 1912 года (ПАФ 9.09.1917)